# Burg Altwildenstein
Die Burg Altwildenstein, auch Vorderwilderstein genannt, ist die hochmittelalterliche Ruine einer Spornburg freiadliger Zuordnung nördlich der Gemeinde Leibertingen im Landkreis Sigmaringen in Baden-Württemberg, Deutschland. Diese Burg gehört zu einer Burgengruppe, die neben der Burg Altwildenstein aus den Burgen Unterwildenstein, Hexenturm, Hahnenkamm und der Hauptburg Wildenstein besteht.

## Geographische Lage
Die Burganlage Altwildenstein befindet sich in etwa 100 Meter Entfernung in nördlicher Richtung unterhalb der Burg Wildenstein auf etwa 780 m ü. NN Meerhöhe und folglich 30 Höhenmeter tiefer als die Feste Wildenstein (810 m ü. NN). Die Burgstelle liegt auf einer Felsnadel am Ende eines zum Tal der Donau (608 m ü. NN) abfallenden Felsspornes.

## Geschichte

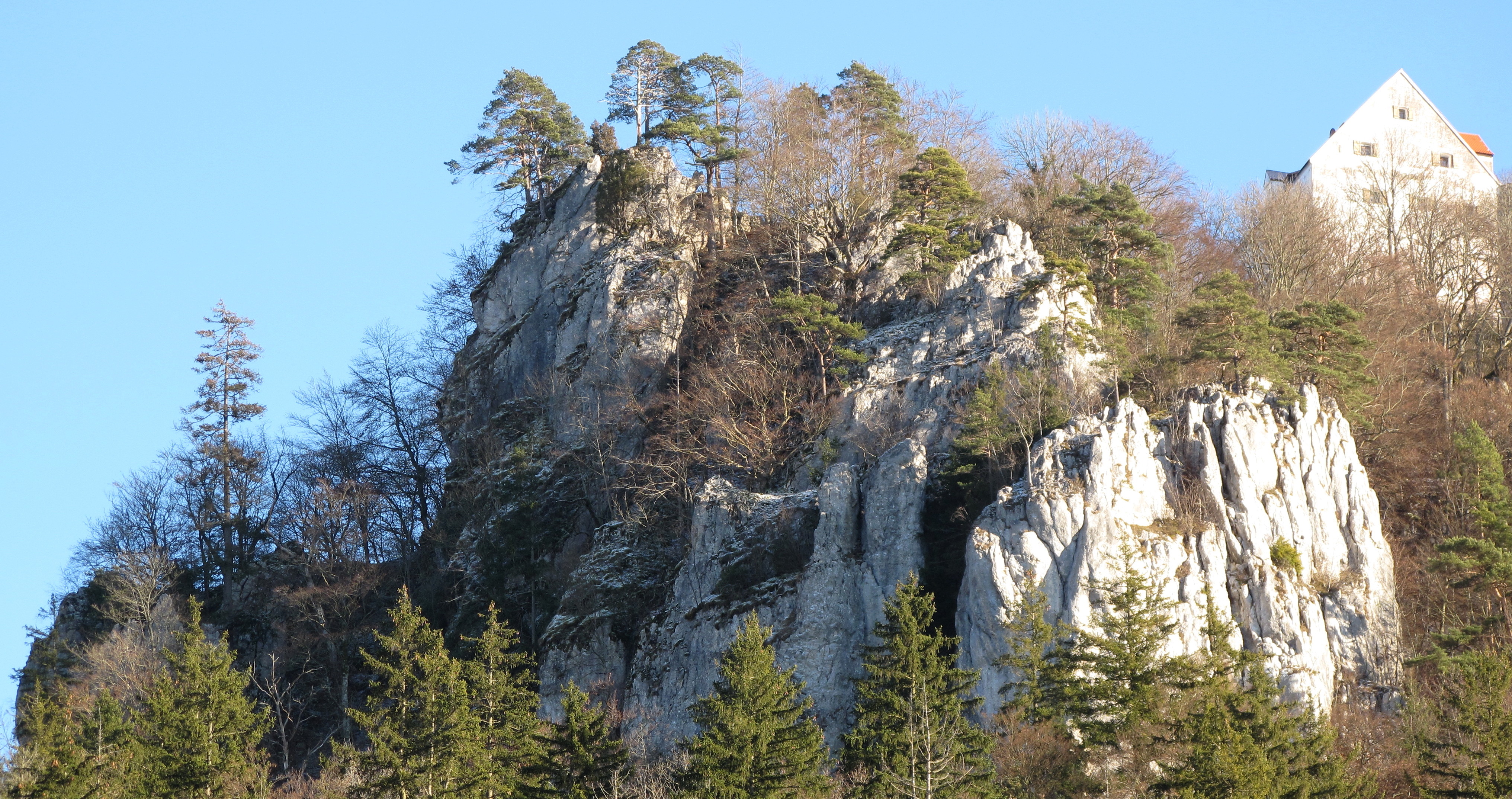
Bild 2: Ansicht des Felsspornes aus dem Tal

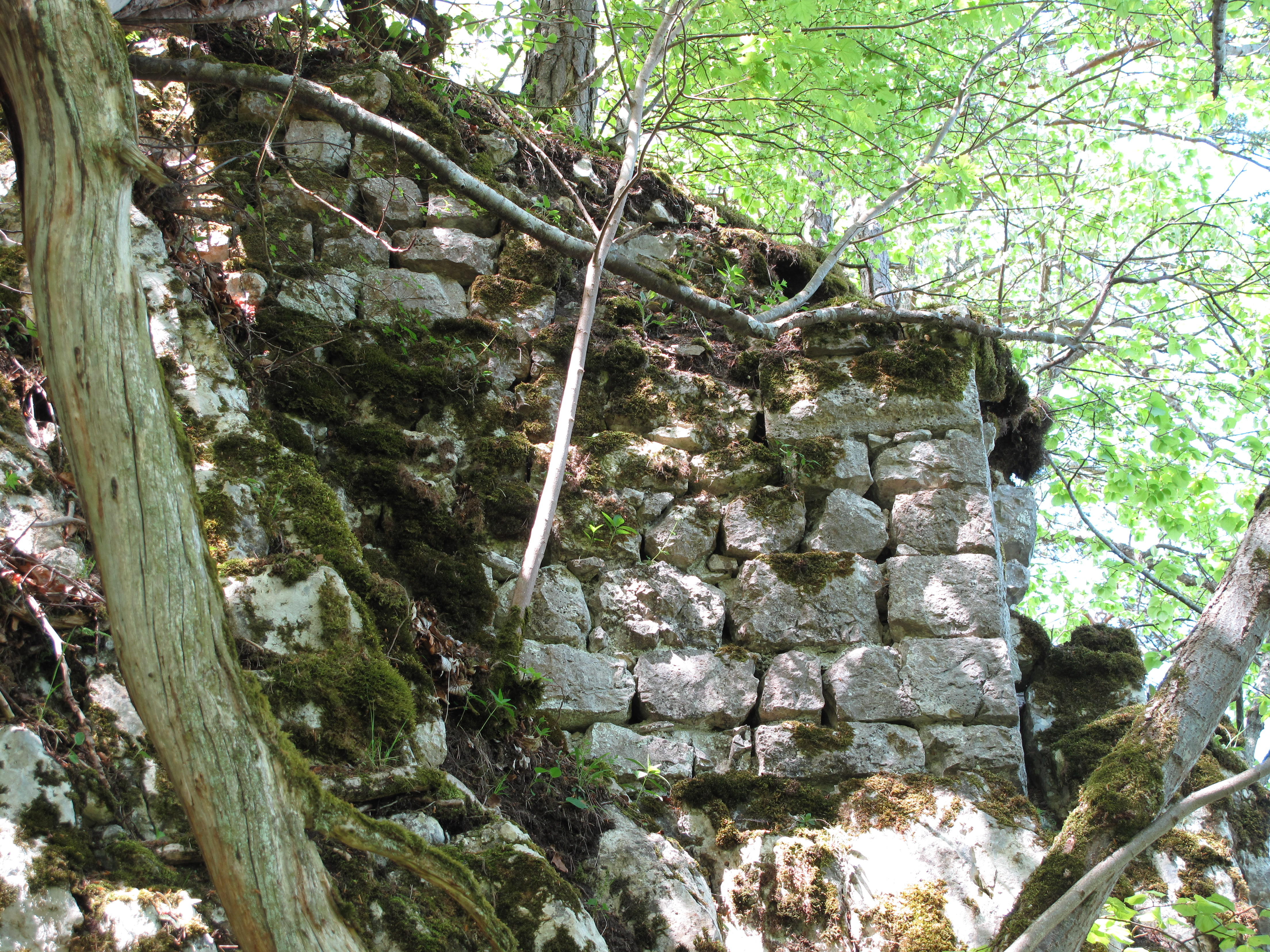
Bild 3: südöstliche Mauerecke des Wohnturmes mit Eckbuckelquader

Burg Altwildenstein könnte die frühere Stammburg der Edelfreien von Wildenstein gewesen sein, doch besteht ferner die wage Möglichkeit, dass es sich um ein Vorwerk der Feste Wildenstein handelte.
Schriftliche Nachrichten, die über den Erbauungszeitraum Auskunft geben könnten, sind nicht bekannt. Die Anfänge der Burg werden nach Auswertung von keramischen Lesefunden auf das 12. Jahrhundert datiert, möglicherweise auch schon auf die erste Hälfte dieses Jahrhunderts.
Als Gründer der sturmfreien Burgen auf den steilen Felsklippen werden zwei Brüder aus dem Umland angesehen, die erstmals zwischen 1168 und 1174 Erwähnung als Herren von Wildenstein in Urkunden des Klosters Salem fanden.
Buckelquadermauerwerk am früheren Wohnturm der Anlage deutet auf eine Umbaumaßnahme an der Burg während des 13. Jahrhunderts hin. Im gleichen Jahrhundert entstand unweit von Alt- und Unterwildenstein eine neue Burg Wildenstein. Im Jahr 1263 geht Burg Altwildenstein, ebenso der gesamte Rest der Wildensteiner Güter, durch Einheirat mit einer Erbtochter an Anselm IV. von Justingen über.
Kurz darauf wurde Altwildenstein als Wohnsitz aufgegeben, das Fehlen älterer Lesefunde deutet auf ein Ende der Burg um 1300 hin, möglicherweise schon etwas früher.

## Beschreibung
Die Stelle der eher kleinen und ehemals zweiteiligen Burg befindet sich auf einem zehn Meter hohen Felskopf (Bild 1) am Ende eines sich nach Nordwesten ziehenden Spornes (Bild 2). Ein unmittelbar vor diesem Felsen befindlicher, muldenförmiger Halsgraben trennte die Burgfläche vom anschließend zur Feste Wildenstein ansteigenden Sporn ab.
Der Zugang erfolgte über ein schmales Felsband am Westrand des Felskopfes und führte zu einer nordwestlich gelegenen Terrasse am talseitigen und senkrecht abfallenden Ende des Spornes. Diese Terrasse war wohl der Standort einer Vor- beziehungsweise Unterburg die die Wirtschaftsgebäude und einen kleinen Vorhof aufnahm. Von der Unterburg sind nur noch wenige Futtermauerreste am nordwestlichen Abhang (Bild 4 und 5), sowie ein weiterer sorgfältig gemauerter Rest einer mit Kleinquadern verblendeten Mauer im ansteigenden Gelände des Vorhofes erhalten (Bild 6). Einem bestimmten Gebäude lassen sich diese Mauerreste aber nicht zuordnen. Am nordöstlichen Ende der Unterburg lässt sich am Fels der Kernburg außerdem noch ein aus dem Fels geschlagenes Balkenlager nachweisen.
Die Kernburg befindet sich auf einem winkelförmigen Felskopf, der die Unterburg in der Art einer natürlichen Schildmauer an der Süd- und Ostseite umgab. Der Aufgang erfolgte wohl über eine breite Felsrinne, die vom vermutlichen Vorhof aufsteigt. Da der Felskopf mit etwa 18 × 9 Metern nur eine geringe bebaubare Fläche bietet, bestand dieser Burgteil nur aus einem Hauptwohngebäude, vermutlich ein Wohnturm.
Dieser winkelförmige, oder rechteckige Turm mit Anbau am Südwestteil, hatte eine Länge von ungefähr 14 Metern und eine Breite von acht Meter. Von ihm haben sich einige Mauerreste, darunter einige mit Buckelquadern, erhalten. Am südöstlichen Gebäudeeck ist ein größerer, etwa zwei Meter hoher Mauerrest zu sehen, der aus Bruchsteinmauerwerk mit sieben Lagen Eckquaderung, darunter einem einzelnen erhaltenen Eckbuckelquader besteht (Bild 3 und 7). Dieser Eckbuckelquader weist nur nach Süden, zum weiter aufsteigenden Sporn hin, einen Buckel auf. Möglicherweise wurde hier einem älteren Mauerwerk eine neue Mauerschale bestehend aus Quadern und Buckelquadern vorgeblendet (Bild 8).
Weiter ist an der Ostseite der Kernburg ein etwa 4 Meter hohes und acht Meter langes Futtermauerstück erhalten, das aus groben Bruchsteinen in kaum angedeuteter Schichtung besteht (Bild 9). Ein weiterer Mauerrest ist talseitig an der Nordwestecke des Wohnturmes zu erkennen, es handelt sich hier um drei Schichten mit größeren Buckelquadern mit flachen Buckeln und etwa vier Zentimeter breiten Randschlag (Bild 10 und 11).
Eine flache, längliche Mulde im Bereich des Wohnturmes deutet auf einen Keller hin, möglicherweise aber auch auf eine Zisterne, wie im darunterliegenden Hangschutt befindliche Mörtelreste mit Ziegelmehlbeimischung andeutet. Durch das Beimischen von Ziegelmehl wird ein wasserdichtes Mauerwerk ermöglicht. Reste von Dachziegeln können dagegen im gesamten Bereich der Anlage nicht nachgewiesen werden.

## Bilder

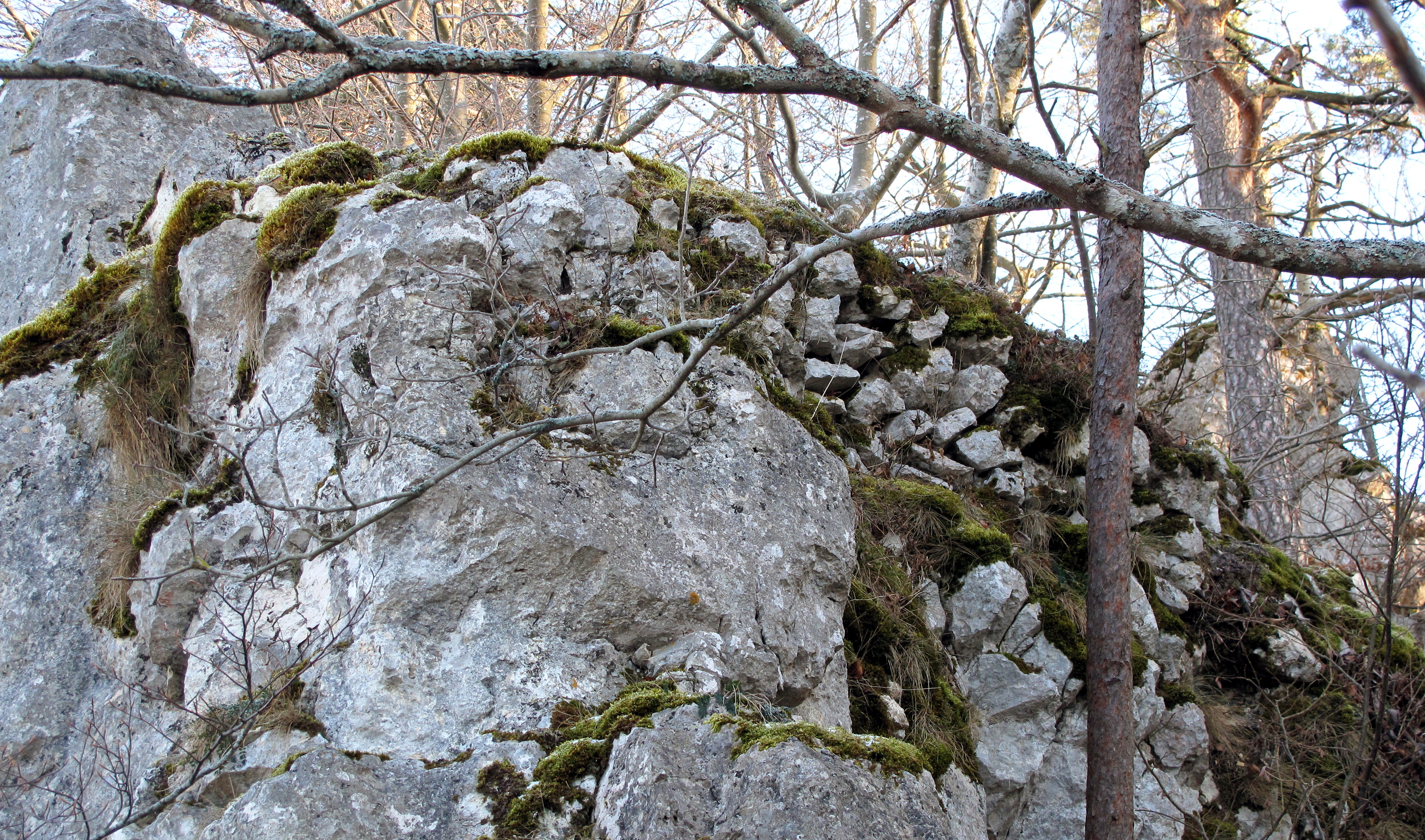
Bild 4: Futtermauereste an der westlichen Felsspitze der Unterburg
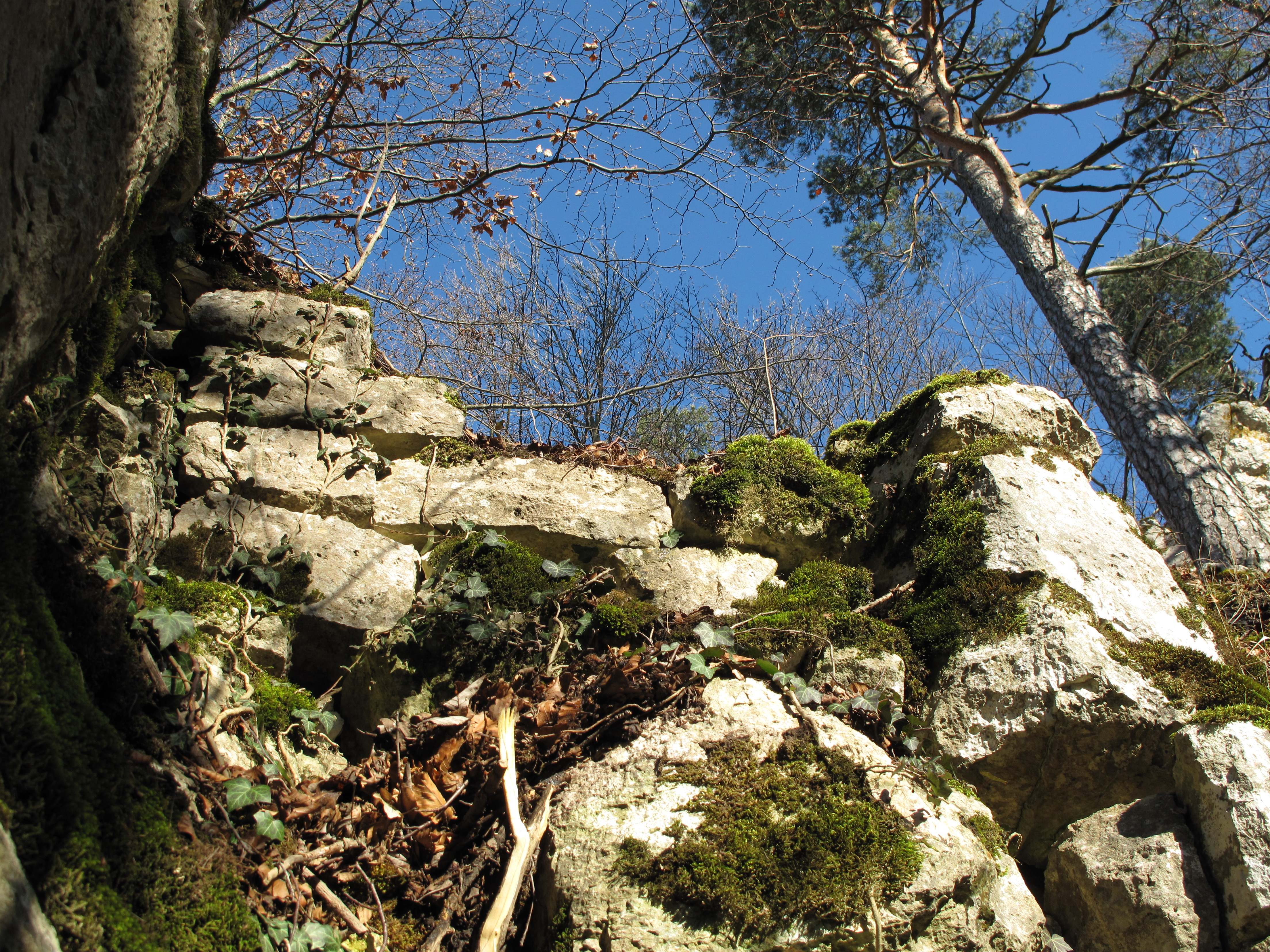
Bild 5: Südwestlicher Futtermauerrest der Unterburg
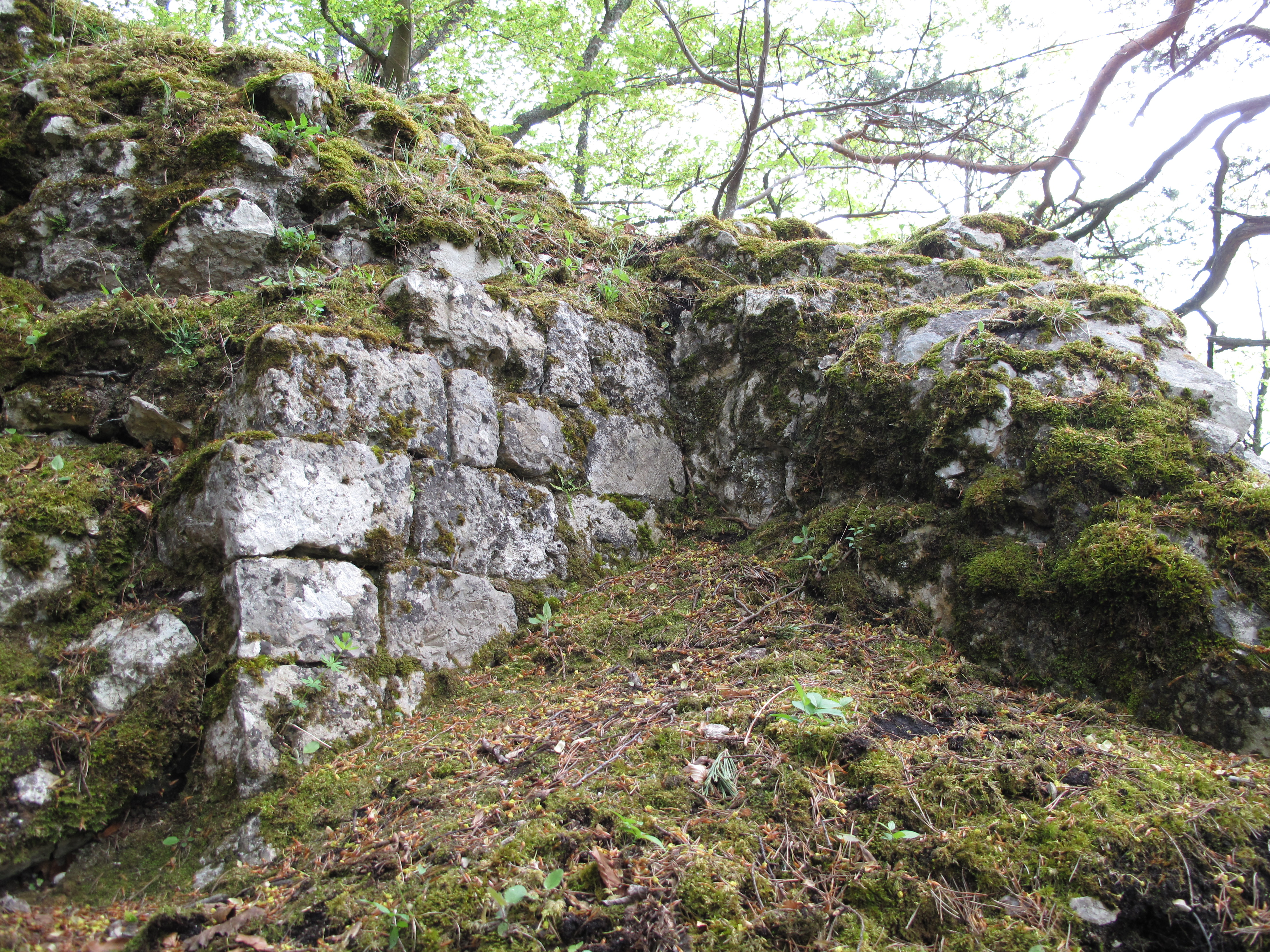
Bild 6: Kleinquadermauer im ansteigenden Gelände des Burghofes
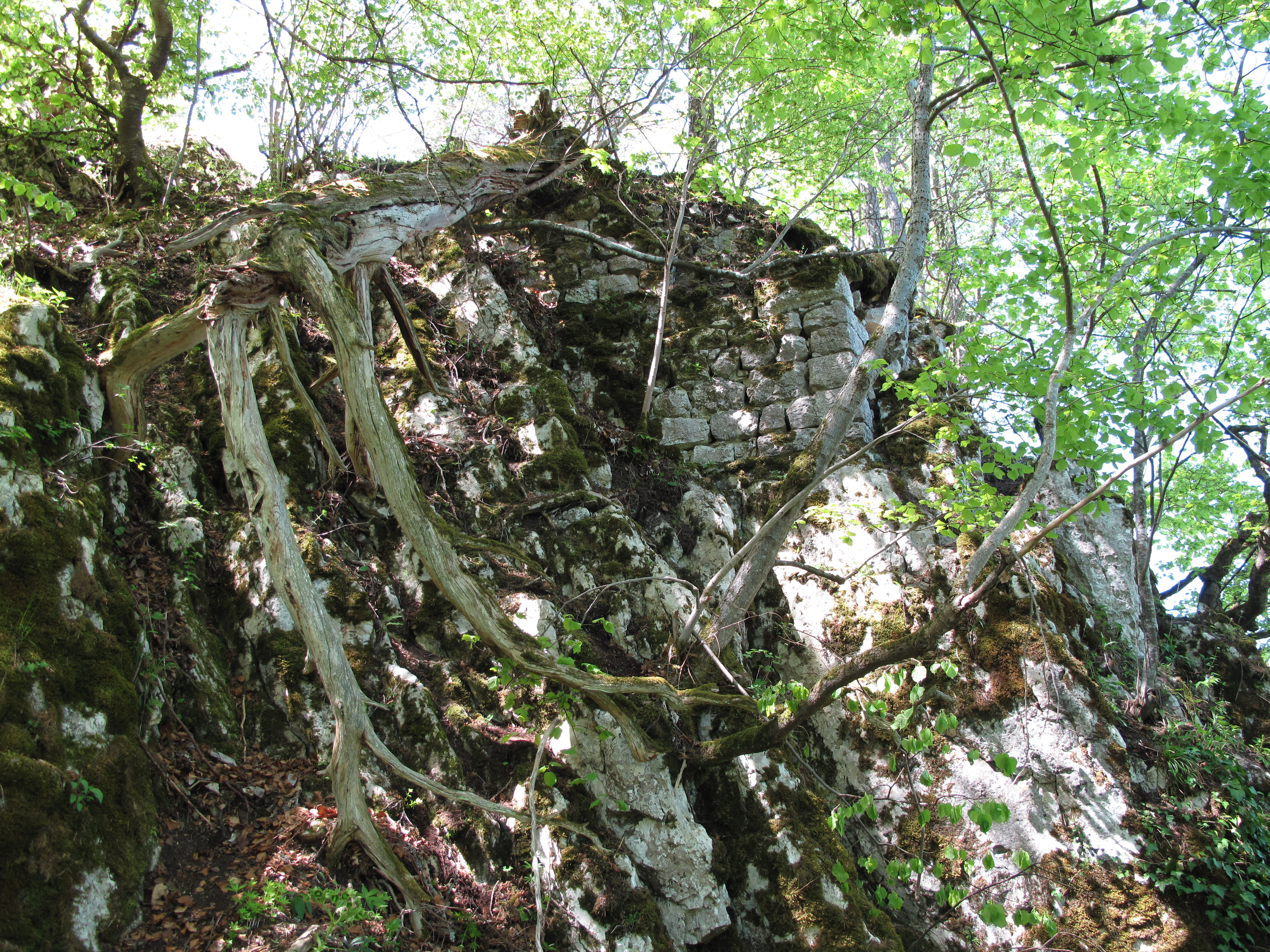
Bild 7: Südöstliche Burgfelsseite
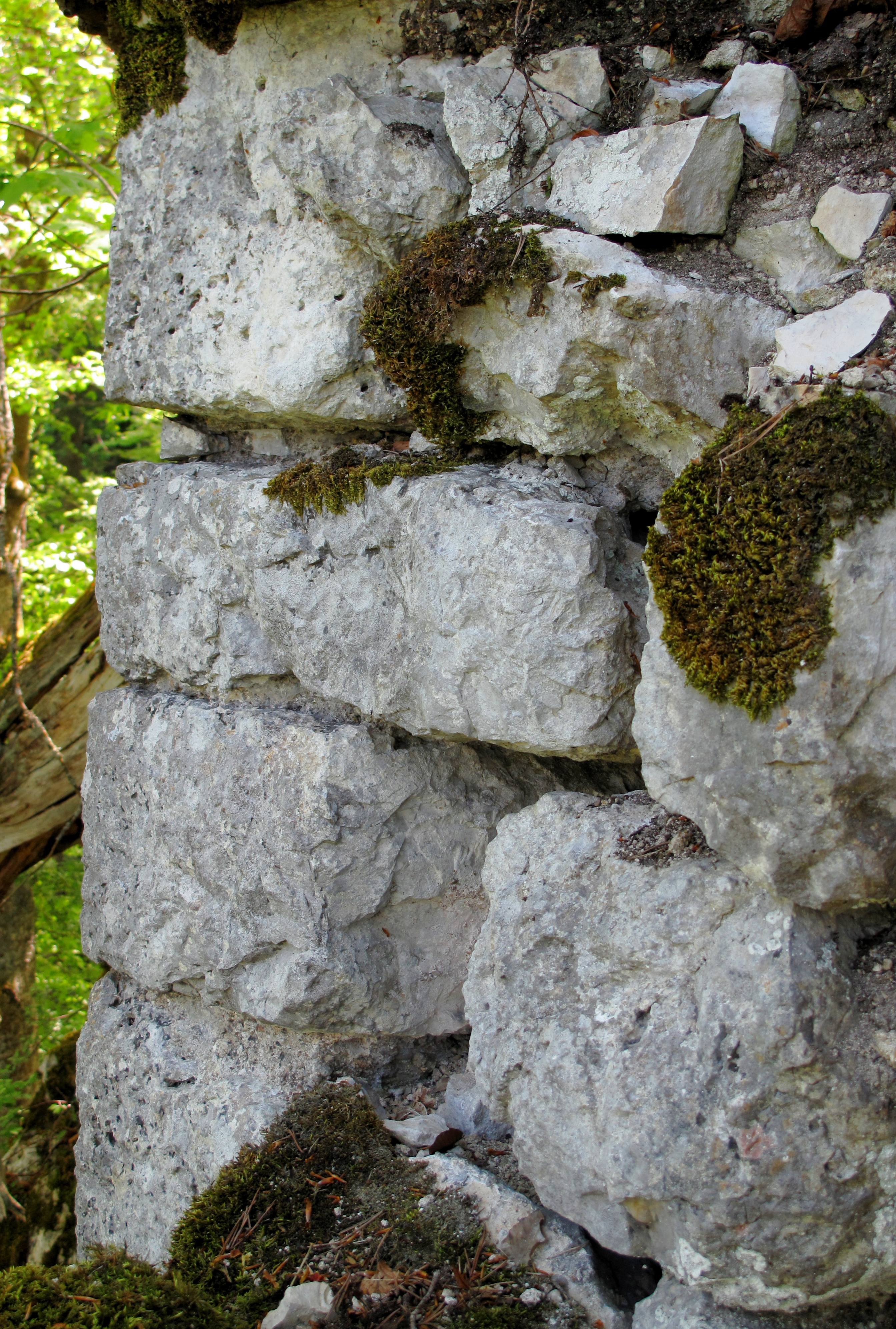
Bild 8: Steinquader der Südostecke
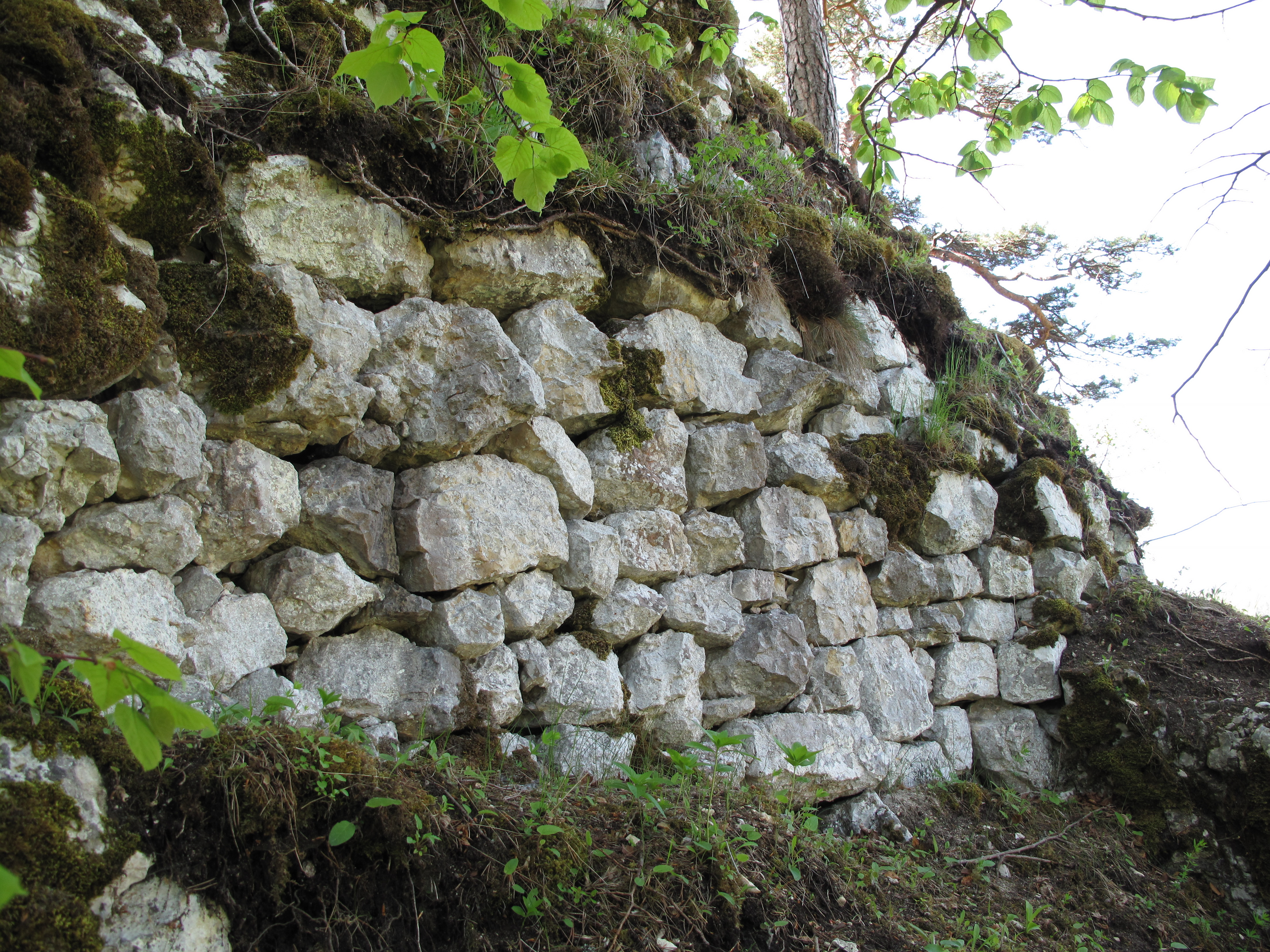
Bild 9: Futtermauerrest vom Fundament des Wohngebäudes am östlichen Rand der Kernburg
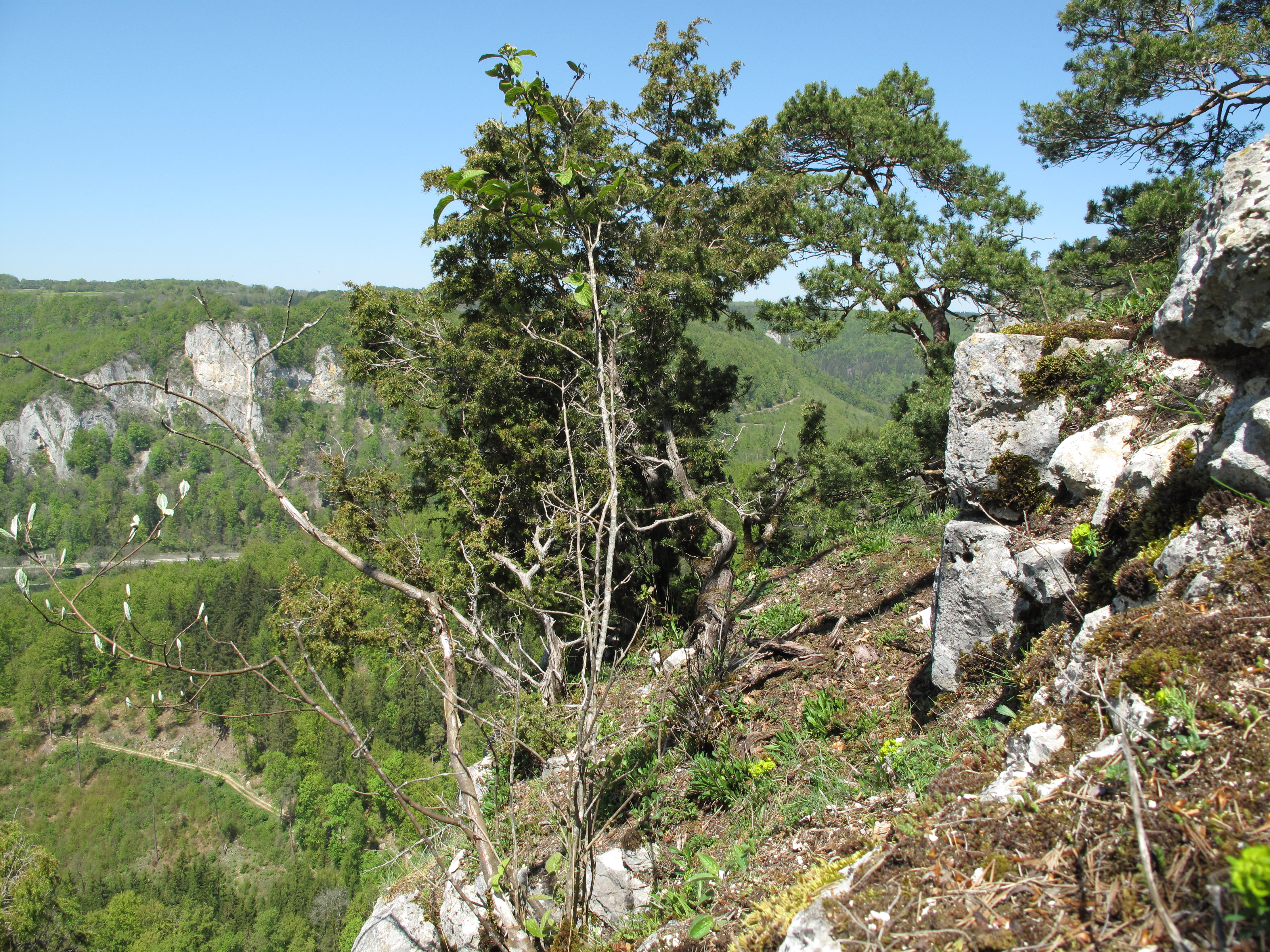
Bild 10: Gebäudeecke des Wohnturmes am nordwestlich steil abfallenden Burgfels
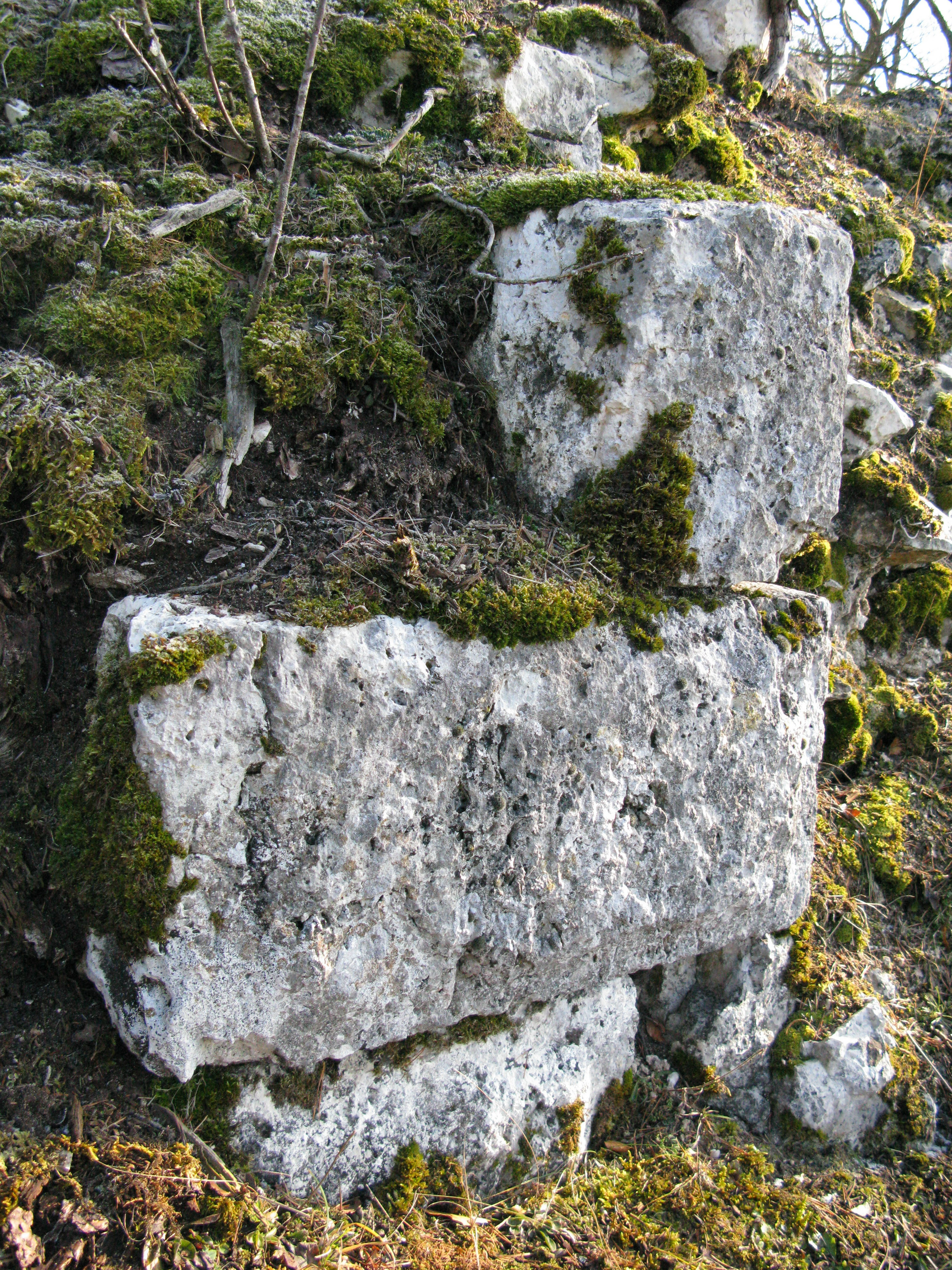
Bild 11: Größere Buckelquader der nordwestlichen Gebäudeecke